# Condado de Bertie
El condado de Bertie (en inglés: Bertie County, North Carolina), fundado en 1722, es uno de los 100 condados del estado estadounidense de Carolina del Norte. En el año 2000 tenía una población de 19 773 habitantes con una densidad poblacional de 21 personas por km². La sede del condado es Windsor.

## Geografía
Según la Oficina del Censo, el condado tiene un área total de 1919 km² (740,9 mi²), de la cual 1810 km² (698,8 mi²) es tierra y 109 km² (42,1 mi²) es agua.

### Municipios
El condado se divide en nueve municipios: 
Municipio de Colerain, Municipio de Indian Woods, Municipio de Merry Hill, Municipio de Mitchell, Municipio de Roxobel, Municipio de Snakebite, Municipio de Whites, Municipio de Windsor y Municipio de Woodville.

### Condados adyacentes
- Condado de Hertford - norte
- Condado de Chowan - este
- Condado de Washington - sureste
- Condado de Martin - sudoeste
- Condado de Halifax - oeste
- Condado de Northampton - noroeste

### Área Nacional protegidas
- Refugio Nacional de Vida Silvestre Río Roanoke

## Demografía
En el 2000 la renta per cápita promedia del condado era de $25 177, y el ingreso promedio para una familia era de $30 186. El ingreso per cápita para el condado era de $14 096. En 2000 los hombres tenían un ingreso per cápita de $26 866 contra $18 318 para las mujeres. Alrededor del 26% de la población estaba bajo el umbral de pobreza nacional.

## Lugares

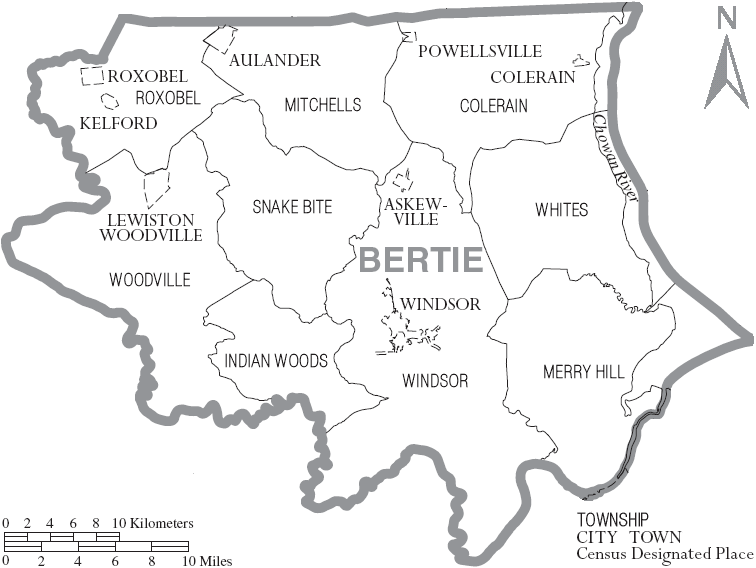
Mapa del Condado de Bertie en Carolina del Norte con sus municipios

### Ciudades
- Askewville
- Aulander
- Colerain
- Kelford
- Powellsville
- Merry Hill
- Roxobel
- Windsor
- Lewiston Woodville